# 塔利·卡尼
塔利·艾丽西亚·杰奎琳·卡尼，OBE（1997年4月11日—）是英国S5/SB4/SM5级残疾人游泳运动员。她先后参加东京和巴黎残奥会，累计获得三金一银。自2013年首次参加世界残疾人游泳锦标赛以来，她累计获得十三枚世锦赛奖牌，其中金牌十枚。她亦保有多项残疾人游泳英国纪录、欧洲纪录及世界纪录。

## 个人概况
卡尼1997年生于英格兰诺丁汉，在奧爾德里奇一带长大。
卡尼出生时即患有脑瘫（痉挛性双瘫），到十几岁时恶化为全身性肌张力障碍。这些疾病影响了她的下肢、左臂、左手、腰部、肩部及躯干功能。2019年，她被查出脊椎側彎。她是英国肌张力障碍协会（Dystonia UK）的赞助人，致力于提高人们对这种疾病的认识。此外，她还是脑瘫体育协会（CP Sport）的大使。
卡尼曾就读于库珀-乔丹学校（Cooper and Jordan School），其中一名同学即后来的残奥金牌得主埃莉·西蒙兹。14岁时，她在皇家伍尔弗汉普顿学校寄宿学习，期间获得奖学金以加入学校游泳队。及后她就读街头学院以考取普通教育高级程度证书。2019年，卡尼自曼徹斯特都會大學毕业，持有生理学理学学士（荣誉）学位。后她在该校攻读人类生理学硕士，惟在2023年，因头部受伤而落下后遗症及肌张力障碍病情加剧，卡尼不得不辍学。

## 游泳生涯

### 早期经历
八岁时，当卡尼在当地一家俱乐部观看哥哥训练时，一位教练向她介绍了自己，于是她开始练习游泳。及后西蒙兹在学校集会上展示她在北京残奥会获得的奖牌，卡尼深受启发，遂投身竞技游泳。卡尼于2010年加入博尔德米尔游泳俱乐部（Boldmere Swimming Club），由阿什利·考克斯（Ashley Cox）执教。后来她被评为S10/SB9/SM10级，14岁时参加在谢菲尔德举办的残疾体育锦标赛，包揽七金。

### 2011年—2013年
2011年，卡尼入选第二十五届德国公开赛英国游泳队名单，期间在她所在的年龄组获得七枚奖牌，另在全年龄组摘获200米个人混合泳SM10级金牌和200米、400米自由泳S10级银牌。2011/12赛季，在内森·希尔顿（Nathan Hilton）的指导下，卡尼入选世界级领奖台潜力计划。
2013年英国国际赛，卡尼先后于预赛和决赛两度刷新100米仰泳S10级全英纪录，另在三个项目取得个人最佳纪录。卡尼基于上述成绩，入选2013年国际残奥委会世界游泳锦标赛英国代表团。卡尼参加了五个项目，于女子400米自由泳S10级项目夺得季军，次于法国选手艾洛迪·罗兰迪和加拿大选手奥雷莉·里瓦德。

### 2014年—2015年
因在全英选拔赛患病，卡尼未能入选2014年英聯邦運動會英格兰代表团和埃因霍温欧锦赛。后于残奥日当天在倫敦水上運動中心复出，于400米自由泳（跨级别）项目取胜。
2015年，卡尼获得2015年格拉斯哥世锦赛参赛资格。因病情恶化，卡尼降级至S9/SB8/SM9级。她参加了七个项目，其中包括自由泳接力和混合泳接力两个团体项目。最终她获得六枚奖牌，其中金牌四枚（混合泳接力、100米蝶泳、200米个人混合泳、400米自由泳）。另在自由泳接力得铜，在100米仰泳摘银，仅次于刷新世界纪录的澳大利亚选手埃莉·科尔。赛事期间，卡尼刷新400米自由泳S9级、100米蝶泳S9级和200米个人混合泳SM9级三项欧洲纪录。卡尼因此成为是次世锦赛最佳英国运动员，并入选2015/16赛季的世界级领奖台潜力计划。

### 2016年—2017年
卡尼虽然入选里约残奥会英国代表团，但赛前两周因全身性肌张力障碍持续恶化，同时肩部受伤未愈，她被迫弃赛。因前途未卜，她未能续留在曼彻斯特国家表演中心，同时失去了资金支持。此后她停赛一年，专注学业。
2017年4月，卡尼在英国残疾人游泳国际赛复出，因病情恶化，她的参赛等级调整为S7/SB6/SM7级。

### 2018年—2020年
2018年，因残疾人游泳赛事分级制度修订，卡尼调整至S5/SB4/SM5级。同年，她参加都柏林欧锦赛，获得100米自由泳S5级金牌和50米自由泳S5级铜牌。年末，她在三个游泳项目排名第一，其因此重新入选2018/19赛季的世界级领奖台潜力计划。
2019年世锦赛，卡尼夺得50米自由泳S5级、100米自由泳S5级、200米自由泳S5级三重金牌，刷新全英纪录。年末，她维持了上年度的世界排名，并再次入选下一赛的世界级领奖台潜力计划。

### 2021年—2022年
2021年7月，卡尼入选东京残奥会英国代表团。她参加了两个小项，其中在100米自由泳S5级项目夺金，另在200米自由泳S5级得银 。
2022年世锦赛，卡尼再获三冠，并刷新世界纪录。
因2022年大英國協運動會不设重度残疾组别，卡尼没有入选英运会英格兰代表团。赛事期间，她在伯明翰从事志愿活动。她表示，这次“难以置信的经历”让她“非常感谢所有的志愿者”，他们对于确保大型体育赛事的顺利进行至关重要。卡尼对赛事的无障碍服务颇有微词，因指定的蓝标停车场离场馆过远，不利于残疾观众和志愿者进入场馆。

### 2023年—2024年
因头部重伤及脑震荡后症候群，卡尼被迫退出2023年世锦赛，而其肌张力障碍也进一步恶化。卡尼曾表示头部受伤对自己的身体和心理都造成了影响，这不仅扰乱了她的游泳生涯，更影响了记忆力、前庭系统和眼动追踪功能，最终她不得不放弃硕士学位课程。
受伤18个月后，卡尼入选巴黎残奥会英国代表团，是全队仅有的两位入选的卫冕游泳冠军之一。

## 所获荣誉
卡尼2014年获伯明翰体育奖年度最佳青少年运动员奖。她表示，这个奖项对她意义重大，因为该奖项由健全运动员和残疾运动员共同角逐。。
2015年，卡尼入选英国广播公司年度体育人物青年人物三人名单，次于骑师汤姆·马昆。最终胜出者是体操运动员埃莉·唐尼.。
她于2019年获评为伯明翰年度最佳业余运动员。同年，卡尼还因在2015年底肌张力障碍加重后努力重返竞技游泳赛场而获得了“体育骄傲奖”。。
鉴于其对游泳的贡献，卡尼于2022年新年授勋仪式获颁英帝国员佐勋章，2025年晋升至官佐级。